# Vanderbylia latissima
Vanderbylia latissima är en svampart som först beskrevs av Giacopo Bresàdola, och fick sitt nu gällande namn av D.A. Reid 1973. Vanderbylia latissima ingår i släktet Vanderbylia och familjen Polyporaceae.   Inga underarter finns listade i Catalogue of Life.